# Casa de Rötteln
Casa de Rötteln a fost o familie nobiliară germană alemanică, provenită din zona Baselului, producând numeroase personalități regionale și deținând numeroase pământuri în zonă. Casa de Rötteln a avut un rol esențial în dezvoltarea regiunii. După ce linia sa masculină se va stinge, proprietățile acesteia vor fi moștenite de casa de Hachberg-Sausenberg, de unde vor ajunge în casa de Baden.